# Монахов, Владимир Васильевич
Владимир Васильевич Мона́хов (30 сентября 1922, Долгинцево, Екатеринославская губерния — 18 ноября 1983, Москва) —  кинооператор, кинорежиссёр. Заслуженный деятель искусств РСФСР (1964). Лауреат Ленинской премии (1960).

## Биография
Родился 30 сентября 1922 года в посёлке Долгинцево (ныне в черте города Кривой Рог). Отец работал в торговой сети, мать была домохозяйкой.
Окончил среднюю школу № 90 в Кривом Роге.
В 1940 году призван в РККА. Участник Великой Отечественной войны. Воевал на Сталинградском, Центральном и 1-м Украинском фронтах. В 1942 году под Сталинградом был тяжело контужен, в 1943 года на Курской дуге тяжело ранен. Член ВКП(б) с 1943 года. Демобилизован в 1947 году в звании гвардии старшего лейтенанта.
В 1952 году окончил операторский факультет Всесоюзного государственного института кинематографии (мастерская М. Магидсона) и получил направление на киностудию «Мосфильм». Работал ассистентом оператора («Степные зори», 1953; «Арена смелых», 1953), вторым оператором («Верные друзья», 1954). Первый самостоятельно снятый фильм — «Русское военно-морское искусство» (1954).
Уже первая работа В. Монахова получила широкое признание: фильм «Попрыгунья» (1955) завоевал приз «Серебряный лев Святого Марка» и приз Ассоциации итальянских критиков на МКФ в Венеции. Золотой медалью МКФ в Москве и первой премии МКФ в Карловых Варах был отмечен фильм «Высота» (1957). Ленинской премией была удостоена работа режиссера С. Бондарчука и оператора В. Монахова картина «Судьба человека» (1959), получившая также первый приз Московского МКФ. «За наилучшее воплощение революционной киноэпопеи» - так называется один из основных призов МКФ в Каннах, которым был награжден широкоформатный фильм «Оптимистическая трагедия» (1963).
Лучшие работы «Судьба человека» и «Оптимистическая трагедия» характеризуются тонким сочетанием динамики с живописной завершенностью кадра, контрастным противопоставлением изобразительных тем, строгой реалистичностью изображения, остротой и сложностью пластических эффектов.
С 1969 года преподавал во ВГИКе.
С 1971 года — секретарь правления Союза кинематографистов СССР.
Умер 18 ноября 1983 года в Москве. Похоронен на 10-м участке Кунцевского кладбища.
Его дочь, киновед Юлия Монахова, замужем за актёром и режиссёром Александром Панкратовым-Чёрным, их сын Владимир Панкратов (род. 1980), артист.
Семья:
Брат — Борис Монахов, офицер танковый войск, погиб на фронте в 1943 году.
Сестра — Зоя Монахова, инженер-гидрогеолог, жила и работала в Днепропетровске Украинской ССР.
Жена — Любовь Михайловна Монахова (род. 1925), инженер-строитель.
Дочь — Елена (род. 1952), редактор Госкино РСФСР, Министерства культуры РФ.
Дочь — Юлия (род. 1955), киновед, жена актера и режиссера А. В. Панкратова-Черного.
Внук — Владимир (род. 1980), артист, музыкант и кинорежиссер.
Внук — Степан (род. 1986), певец, музыкант.

## Фильмография

### Режиссёр
- 1964 — Непрошенная любовь
- 1967 — Про чудеса человеческие
- 1972 — Нежданный гость
- 1981 — Любовь моя вечная

### Сценарист
- 1967 — Про чудеса человеческие

### Оператор
- 1955 — За витриной универмага (совместно с Ф. Б. Добронравовым)
- 1955 — Попрыгунья (совместно с Ф. Б. Добронравовым)
- 1957 — Высота
- 1957 — Четверо
- 1959 — Судьба человека
- 1963 — Оптимистическая трагедия
- 1972 — Нежданный гость (совместно с И. В. Богдановым)
- 1981 — Любовь моя вечная (совместно с К. И. Супоницким)

## Награды и звания
- Ленинская премия (1960) — за съёмки фильма «Судьба человека» (1959);
- Заслуженный деятель искусств РСФСР (1964);
- Орден Отечественной войны 2-й степени (25.10.1944);
- дважды орден Красной Звезды (20.3.1944; 31.5.1945; был представлен к ордену Отечественной войны 1-й степени);
- Орден «Знак Почета» (1982);
- Медали за «Оборону Сталинграда», «За победу над Германией в Великой Отечественной войне».